# 日本経済ニュースSP
『日本経済ニュースSP』はラジオ日本の教養バラエティ番組。2006年10月3日に放送が開始された。

## 放送時間
木曜日 21:45 - 22:00

## 出演者
- 白河理子
- あいだあい
- 相原伶香
- オスマン・サンコン
- ジェームス小野田